# Serrat dels Crous
El Serrat dels Crous és una serra situada al municipi d'Amer a la comarca de la Selva, amb una elevació màxima de 686 metres.